# Oh Taeseok
Oh Taeseok  (Hangul: 오태석; Seocheon, 11 de octubre de 1940-28 de noviembre de 2022) fue un dramaturgo y director de teatro surcoreano.

## Biografía
Nació el 11 de octubre de 1940 en Seocheon, provincia de Chungcheong del Sur, actual Corea del Sur. Tenía diez años cuando empezó la Guerra de Corea. Su padre, un político coreano, fue secuestrado, y tuvo que abandonar su pueblo y tomar con su abuela el camino de los refugiados, donde presenció muchas muertes. Se graduó en Filosofía por la Universidad Yonsei en 1963 e inmediatamente después se dedicó a escribir y dirigir.

## Obra
Es conocido como un director de teatro y dramaturgo experto en retratar la vida y el estado mental de los coreanos. Sus obras tienen muchos elementos en común con las obras tradicionales coreanas. En el escenario, los personajes no tienen conversaciones estáticas y realistas, sino que cantan vibrantes canciones o bailan y llevan máscaras de animales mientras corren por el escenario, al mismo tiempo que se valen de movimientos y maquillaje exagerados. A pesar de la atmósfera ruidosa y estridente del escenario, sus obras tratan sobre la oscuridad del dolor y las sombras de la muerte. Las historias que están detrás son sus propias memorias de la infancia.
Debutó de forma oficial con la obra Vestido de boda (Wedingdeureseu), que fue reconocida en 1967 en el concurso de artes literarias de año nuevo patrocinado por Chosun Ilbo. Cambio de estación (Hwanjeolgi) ganó un premio en 1968 en el concurso de obras de teatro copatrocinado por el Teatro Nacional y el periódico Kyunghyang. En 1968 y 1969 se representaron sus obras Cambio de estación (Hwanjeolgi), Judas, Antes de que el gallo cacaree (Yudayeo dalgi ulgi jeone), Excursión (Gyohaeng) y Muñeca en patines (Lollaseukeiteureul taneun ottugi) en varios teatros de vanguardia. Después se unió a la compañía Repertorio Dongnang (Dongnang lepeoteori geukdan), donde dirigió Lubeu, donde siguió dirigiendo y escribiendo.

## Obras en coreano (lista parcial)
Obras de teatro
- Tumba de hierba (Chobun)
- Cordón umbilical (Tae)
- La esposa de Chunpung (Chunpungui cheo)
- Salpicadura (Mulbora)
- Entre padre e hijo (Bujayuchin)
- Bicicleta (Jajeongeo),
- Sueño de un hombre modesto (Pilbuui kkum)
- Invernadero (Binilhauseu)
- Cambio de estación (Hwanjeolgi)
- Judas
- Antes de que el gallo cacaree (Yudayeo dalgi ulgi jeone)
- Excursión (Gyohaeng)
- Muñeca en patines (Lollaseukeiteureul taneun ottugi)

Recopilaciones
- Tumba de hierba (Chobun)
- África (Apeurika)

## Premios
- Premio Hankook Ilbo de teatro y cine (Hanguk yeongeuk yeonghwasang)
- Premio del Festival de teatro de Seúl (yeongeukje daesang) en 1987